# Логвиненко, Валентина Николаевна
Логвиненко Валентина Николаевна (1929—1983) — украинский, советский энтомолог, специалист по цикадовым (Hemiptera, Aurenorhyncha), кандидат биологических наук, работала в Отделе общей и прикладной энтомологии Института зоологии им. И. И. Шмальгаузена Национальной Академии Наук Украины (г. Киев).

## Биография
Родилась в 1929 году в Харькове, где закончила Харьковский государственный университет. Затем работала в Институте зоологии им И. И. Шмальгаузена Национальной Академии Наук Украины (г. Киев). Исследовала фауну и систематику цикадовых насекомых, опубликовала более 65 статей и монографию по Fulgoroidea Украины. Описала более 20 новых для науки видов насекомых.

## Некоторые работы
- Логвиненко В. Н. Цикадки роду Mocuellus Rib. (Homoptera, Cicadina) на Украіне // Допов. АН УРСР. 1960. № 5. С. 663—666.
- Логвиненко В. Н. Еколого-фауністичный огляд та стаціальне розмецення цикадин (Homoptera, Auchenorrhyncha) Украшских Карпат // Пращ шст. зоол. АН УРСР. 1961. Т. 17. С. 30-50.
- Логвиненко В. Н. (1965). Новi види цикадин з Криму. // Допов. Акад. Наук Укр. РСР. № 11. С. 1526—1530.
- Талицкий В. И., Логвиненко В. Н. (1966). Обзор фауны цикадовых (Homoptera, Cicadinea) Молдавской ССР. // Тр. Молдав. НИИ садоводства, виноградарства и виноделия. Т. 13. С. 231—269.
- Логвиненко В. Н. Новые виды цикад с Кавказа и Молдавии // Энтомологическое обозрение. 1966. Т. 45, № 2. С. 401—410.
- Логвиненко В. Н. Новый вид цикадки рода Aphrodes Curt. (Auchenorrhyncha, Cicadellidae) с Кавказа II Вестник зоол. 1967. Т. 1, № 4. С. 69-71.
- Логвиненко В. Н. Новые виды цикадовых (Homoptera, Auchenorrhyncha) с юга европейской части СССР // Зоологический журнал. 1967. Т. 46, вып. 5. С. 773—777.
- Логвиненко В. Н. Два новых вида цикадок рода Handianus (Homoptera, Cicadellidae) II Зоол. журн. 1967. Т. 46, вып. 11. С. 1720—1721.
- Логвиненко В. Н. Новые и малоизвестные цикадовые семейства Cixiidae (Homoptera, Auchenorrhyncha) Кавказа и Закавказья // Вестник зоол. 1969. № 1.С. 53-59.
- Логвиненко В. Н. Новые и малоизвестные цикадовые сем. Delphacidae (Homoptera, Auchenorrhyncha) из южных районов СССР // Энтомол. обозр. 1970. Т. 49, № 3. С. 624—633.
- Логвиненко В. Н. Новые виды цикадок (Auchenorrhyncha, Cicadellidae) с Кавказа II Зоол. журн. 1971. Т. 50, № 4. С. 589—592.
- Логвиненко В. Н. Новые виды цикадовых (Homoptera, Delphacidae) с юга СССР // Вестник зоол. 1972. № 5. С. 21-25.
- Логвиненко В. Н. Подотряд цикадовые Auchenorrhyncha II Вредители сельскохозяйственных культур и лесных насаждений. Т. 1. Вредные нематоды, моллюски, членистоногие. Киев, 1973. С. 190—207.
- Логвиненко В. Н. Hoвi вида цикадових роду Cixius Latr. (Homoptera, Cixiidae) з Кавказу // Допов. АН УРСР, сер. Б. 1974. № 4. С. 375—380.
- Логвиненко В. Н. Bilusius valico sp. п. новый вид цикадок (Auchenorrhyncha, Cicadellidae) с Кавказа // Зоол. журн. 1974. Т. 53, № 4. С. 1261—1263.
- Логвиненко В. Н. Новые виды цикадок подсемейства Euscelinae (Auchenorrhyncha, Cicadellidae) из Закавказья // Докл. АН УССР. 1975. № 5. С. 464-69.
- Логвиненко В. Н. Фульгороіднi цикадовi (Fulgoroidea). Фауна Укpaiни. Т. 20. Вып. 2. Киів, 1975. 287 с.
- Логвиненко В. Н. Два новых вида рода Megadelphax W. Wgn. (Auchenorrhyncha, Delphacidae) с Кавказа // Сборник трудов зоол. музея. 1976а. № 36. С. 38-42.
- Логвиненко В. Н. Новые виды цикадовых надсем. Fulgoroidea (Auchenorrhyncha) с Кавказа // Энтомол. обозр. 19766. Т. 55, № 3. С. 602609.
- Логвиненко В. Н. Новые виды закавказских цикадовых (Homoptera, Auchenorrhyncha) II Вестник зоол. 1977. № 5. С. 61-68.
- Логвиненко В. Н. Новые виды цикадовых (Homoptera, Auchenorrhyncha) с Кавказа // Энтомол. обозр. 1978. Т. 57, № 4. С. 797—807.
- Логвиненко В. Н. Новые виды цикадок-тифлоцибин (Homoptera, Cicadellidae) с Кавказа // Энтомол. обозр. 1980. Т. 59, № 3. С. 586—593.
- Логвиненко В. Н. Цикадки рода Macropsidius Rib. (Homoptera, Auchenorrhyncha, Cicadellidae) на Кавказе // Вестник зоол. 1981. № 6. С. 37-43.
- Логвиненко В. Н. Шесть новых видов цикадок подсемейства Typhlocybinae (Homoptera, Auchenorrhyncha, Cicadellidae) с Кавказа // Тр. ЗИН АН СССР. 1981. Т. 105. С. 6-14.
- Логвиненко В. Н. Новые материалы к фауне цикадовых (Homoptera, Auchenorrhyncha) Украины. // Таксономия и зоогеография насекомых. Сб. науч. тр. Киев: Наукова думка. 1984. 27.
- Логвиненко В. Н. Подотряд цикадовые Auchenorrhyncha II Вредители сельскохозяйственных культур и лесных насаждений. Т. 1. Вредные нематоды, моллюски, членистоногие. Киев, 1987. С. 149—163.